# Anne Gruwez
Anne Gruwez is een Belgische advocaat, ambtenaar en onderzoeksrechter. Ze werd vooral bekend door de documentaire Ni juge, ni soumise.

## Biografie
Anne Gruwez was de dochter van een cardioloog. 
In 2010 richtte ze de vzw Dispositif Relais op die gedetineerden ondersteunt bij hun re-integratie. 
In 2017 verscheen de documentaire Ni juge, ni soumise. Hoewel ze geen actrice is, viel ze op het Filmfestival van San Sebastian in de prijzen. Ze ontving in 2017 de speciale vermelding in de categorie Beste actrices.
Tijdens de uitreiking van de Magritte kreeg ze een verbod om aanwezig te zijn hoewel de documentaire genomineerd was.
Haar boek Tais-toi verscheen in 2020.

## Trivia
- Door een ongeluk met een elektrische zaag verloor Gruwez 4 vingers.[5]
- Ze verscheen ook in twee episodes van de RTBF serie Strip-Tease, namelijk Le Flic, la Juge et l'Assassin (2008) en Madame la juge (2012)[6]